# Fausto Dotti
Pour les articles homonymes, voir Dotti.
Fausto Dotti, né le 7 juin 1968 à Brescia, est un coureur cycliste italien.

## Biographie
Fausto Dotti commence sa carrière professionnelle au sein de l'équipe Jolly Componibili en 1993, après avoir remporté le Giro d'Oro l'année précédente. Il obtient sa victoire chez les professionnels en 1995 en s'imposant sur la première étape de la Semaine catalane au terme d'une échappée.
En 2001, il termine onzième de la Classique de Saint-Sébastien.

## Palmarès

### Palmarès amateur
- 1990
  - Modène-Tignale
  - 2e de Florence-Viareggio
- 1992
  - Giro del Piave
  - Giro d'Oro

### Palmarès professionnel
- 1995
  - 1re étape de la Semaine catalane
  - 3e du Tour de Cologne
  - 3e du Grand Prix de Wallonie
- 1997
  - Tour de la province de Parme
- 1998
  - 3e du Critérium des Abruzzes
- 1999
  - 3e du Giro del Medio Brenta
  - 3e de la Dekra Open Stuttgart